# Sportjahr 1903
Liste der Sportjahre

◄◄ | ◄ | 1899 | 1900 | 1901 | 1902 | Sportjahr 1903 | 1904 | 1905 | 1906 | 1907 | ► | ►►

Weitere Ereignisse  · Motorsportjahr

## Ereignisse

### Badminton
Höhepunkte des Badmintonjahres 1903 waren die All England und die Irish Open. Ralph Watling verteidigt im März seinen Titel im Herreneinzel bei den All England 1903. Die Irish Open im Badminton werden zum zweiten Mal ausgetragen. Der Ire Blayney Hamilton gewinnt das Einzel bei den Irish Open 1903.

#### Internationale Veranstaltungen
| Veranstaltung | Herreneinzel     | Dameneinzel      | Herrendoppel                              | Damendoppel                   | Mixed                               |
| ------------- | ---------------- | ---------------- | ----------------------------------------- | ----------------------------- | ----------------------------------- |
| All England   | Ralph Watling    | Ethel B. Thomson | Stewart Marsden Massey Edward Louis Huson | Mabel Hardy Dorothea Douglass | George Alan Thomas Ethel B. Thomson |
| Irish Open    | Blayney Hamilton | -                | G. Lucas R. D. Marshall                   | Meriel Lucas} Mabel Hardy     | L. U. Ransford Mabel Hardy          |

### Baseball

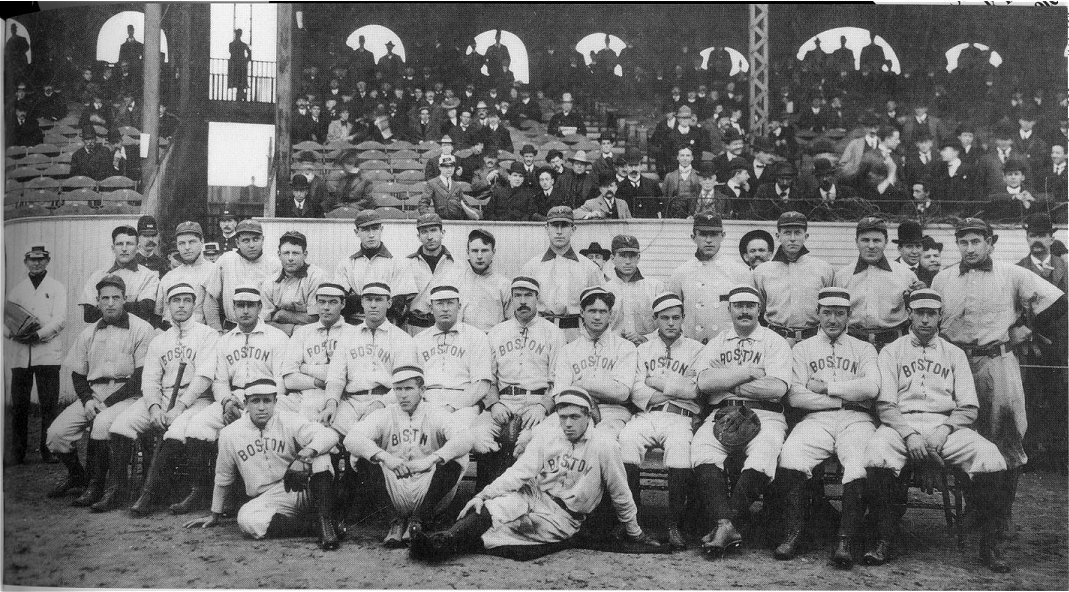
Gemeinsames Photo der Americans und der Pirates bei der World Series 1903

- Die Boston Americans gewinnen die erste World Series gegen die Pittsburgh Pirates. Die World Series ist als einmaliges Ereignis zwischen den bis dahin verfeindeten Ligen American League und National League geplant.

### Billard
- März/April: bei der erstmals ausgetragenen Cadre-45/2-Weltmeisterschaft siegt der Franzose Lucien Rérolle, der alle Partien gewinnt.

### Eishockey
- In London nimmt die erste Eishockeyliga Europas den Spielbetrieb auf, die English Ice Hockey League. Erster Meister werden die London Canadians.

### Fußball
- 18. April: Der Berliner BC 03 wird gegründet.
- 20. März: Durch Fusion dreier bestehender Fußballvereine wird der FC Aberdeen gegründet.
- 30. Mai: Mit einem 7:2-Endspielsieg über den DFC Prag gewinnt der VfB Leipzig die erste Meisterschaft des Deutschen Fußball-Bundes. Erstmals wird der 1900 gewidmete Wanderpokal Victoria verliehen.
- 7. Juni: 36 Schüler und Lehrlinge, die zuvor nur in „wilden“ Mannschaften gespielt haben, gründen den Fußballverein FC Union von 1903 Altona.
- 1. August: Der portugiesische Fußballverein Boavista Porto wird gegründet.
- 15. September: Der brasilianische Fußballverein Grêmio Porto Alegre wird gegründet.
- 23. September: Beim bisherigen reinen Turnverein TV Fürth 1860 wird eine Fußballabteilung gegründet.
- Der CASG Paris wird gegründet.
- Die Berliner Tennis- und Ping-Pong-Gesellschaft entdeckt den Fußball für sich und erwirbt eine Lizenz zur Teilnahme an der deutschen Meisterschaft.

### Leichtathletik
- 23. August/30. August/6. September: Die deutschen Leichtathletik-Meisterschaften 1903 werden in sechs Disziplinen an unterschiedlichen Orten in Deutschland ausgetragen. An den sechsten deutschen Meisterschaften nehmen wie bisher nur Männer teil.
- Der Cross der Nationen wird im schottischen Hamilton erstmals ausgetragen. Sieger wird der Engländer Alfred Shrubb.

### Radsport

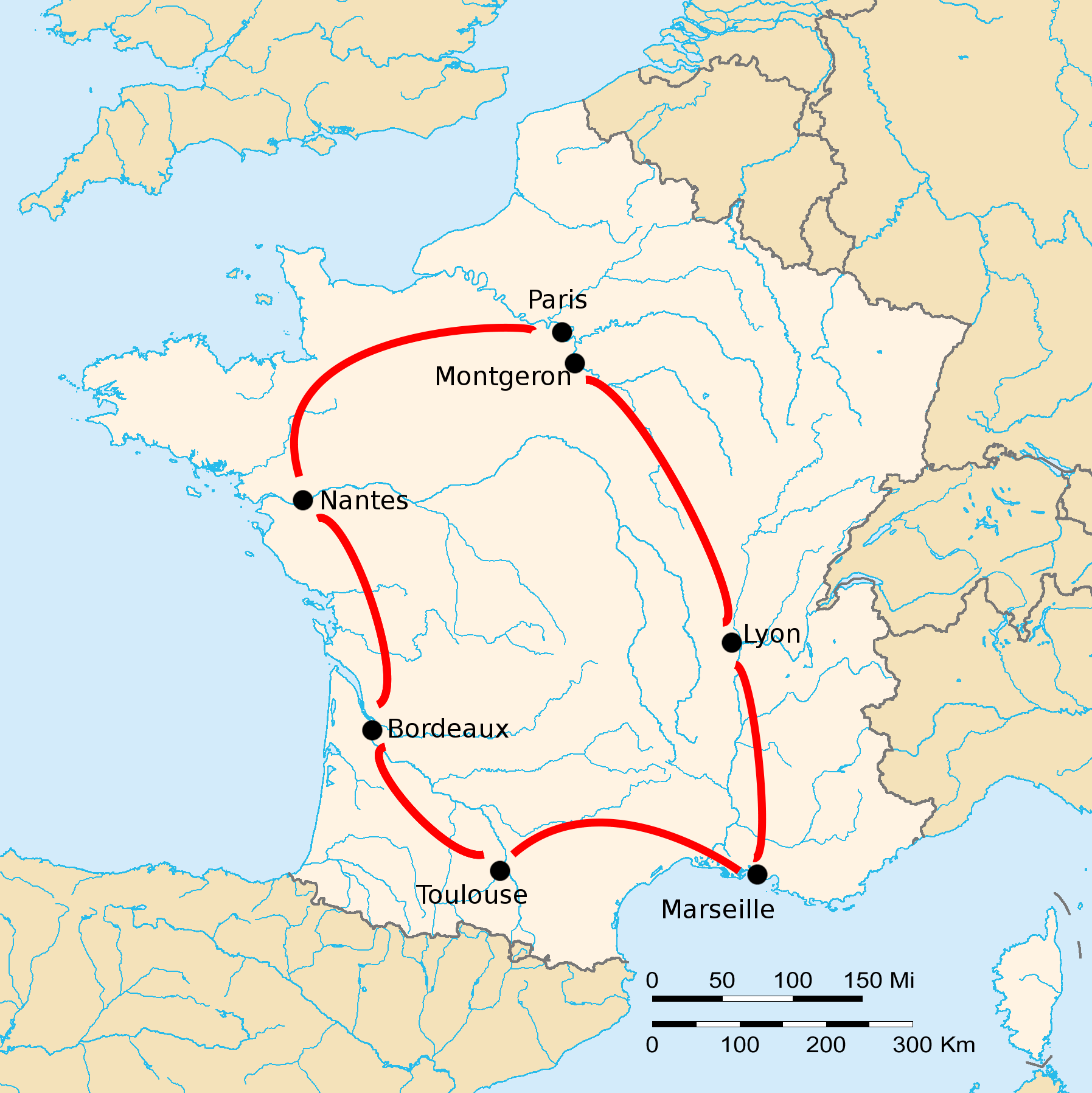
Streckenverlauf der ersten Tour de France

- 1. bis 19. Juli: Die Tour de France wird erstmals ausgetragen. Der Franzose Maurice Garin gewinnt die in sechs Etappen durchgeführte Tour de France 1903.
- UCI-Bahn-Weltmeisterschaften 1903

### Motorsport
- Motorsportjahr 1903

### Rudern
- Cambridge besiegt Oxford im Boat Race.

### Ringen
- Inoffizielle Ringer-Europameisterschaften 1903

### Rugby
- Home Nations Championship 1903

### Turnen
- 14. bis 18. August: An den Turn-Weltmeisterschaften 1903 in Antwerpen nehmen nur vier Nationen teil. Diese ersten Turn-Weltmeisterschaften überhaupt sind eine Veranstaltung ausschließlich für Männer, die sich in sechs unterschiedlichen Wettbewerben messen.

### Schwimmen
- Deutsche Schwimmmeisterschaften 1903

### Wintersport
- 20./21. Februar: Ulrich Salchow wird Weltmeister bei der Eiskunstlauf-Weltmeisterschaft 1903 in Sankt Petersburg.
- Februar: In Kristiania wird die Nordische Wintersportwoche abgehalten.
- Die English Ice Hockey League ist die erste Profi-Eishockeyliga in Europa.

### Vereinsgründungen
- 19. März: Trotz Vereinsverbot im Osmanischen Reich wird in Istanbul der Sportverein Beşiktaş Jimnastik Kulübü gegründet, bei dem vorwiegend Ringen, Boxen, Gewichtheben und Turnen ausgeübt werden.
- August: Vor Beginn des Schuljahres werden in Lemberg zwei Sportvereine gegründet: Schüler des Lemberger Gymnasiums gründen den Sportverein Lechia, Schüler der Lemberger Realschule den Sportverein  Sława.

## Geboren

### Januar
- 01. Januar: Dino Barsotti, italienischer Ruderer († 1985)
- 01. Januar: Nils Arvid Ramm, schwedischer Boxer († 1986)
- 02. Januar: James Hall, Leichtathlet aus Britisch-Indien († 1929)
- 04. Januar: Gustav Wegner, deutscher Leichtathlet († 1942)
- 07. Januar: Josef Breuer, deutscher Schachspieler († 1981)
- 07. Januar: Hooley Smith, kanadischer Eishockeyspieler († 1963)
- 09. Januar: Federico Kleger, argentinischer Leichtathlet († 1952)
- 10. Januar: Valentine Bialas, US-amerikanischer Eisschnellläufer († 1965)
- 10. Januar: Voldemar Väli, estnischer Ringer († 1997)
- 12. Januar: Armando Valente, italienischer Leichtathlet († 1997)
- 13. Januar: Arthur Dom, niederländisch-deutscher Motorradrennfahrer und Ingenieur († 1996)
- 15. Januar: Renato Barbieri, italienischer Ruderer und Rudertrainer († 1980)
- 15. Januar: Audrey Sale-Barker, britische Skirennfahrerin und Pilotin († 1994)
- 16. Januar: William Grover-Williams, britisch-französischer Automobilrennfahrer und SOE-Spion († 1945)
- 17. Januar: John Badcock, britischer Ruderer († 1976)
- 17. Januar: Wilhelm Sebastian, deutscher Automobilrennfahrer und Rennmechaniker († 1978)
- 18. Januar: Kathleen Shaw, britische Eiskunstläuferin († 1983)
- 19. Januar: Andrew Libano, US-amerikanischer Segler († 1935)
- 21. Januar: Raymond Suvigny, französischer Gewichtheber († 1945)
- 23. Januar: Gejus van der Meulen, niederländischer Fußballtorhüter († 1972)
- 26. Januar: László Muskát, ungarischer Leichtathlet († 1966)
- 27. Januar: Paul Feierstein, luxemburgischer Fußballspieler und -trainer († 1963)
- 27. Januar: Jules Noël, französischer Leichtathlet († 1940)
- 28. Januar: Antonio Negrini, italienischer Radrennfahrer († 1994)
- 28. Januar: Josip Škrabl, jugoslawischer Radrennfahrer († 1973)
- 31. Januar: Giglio Bisagno, italienischer Schwimmer († 1987)
- 31. Januar: Giovanni Delago, italienischer Skilangläufer († 1987)
- 31. Januar: Ivar Johansson, schwedischer Ringer († 1979)

### Februar
- 02. Februar: Arkādijs Pavlovs, lettischer Fußballspieler († 1960)
- 03. Februar: Fernand Jourdant, französischer Fechter († 1956)
- 03. Februar: Willy Rosenbusch, deutscher Radrennfahrer († 1983)
- 06. Februar: Ernests Mālers, lettischer Radrennfahrer († 1982)
- 07. Februar: Walter Flinsch, deutscher Ruderer († 1943)
- 08. Februar: Gladys Carson, britische Schwimmerin († 1987)
- 08. Februar: Aleksander Mitt, estnischer Eisschnellläufer († 1942)
- 10. Februar: Franco Cortese, italienischer Automobilrennfahrer († 1986)
- 10. Februar: Matthias Sindelar, österreichischer Fußballspieler († 1939)
- 13. Februar: Maurice Henrijean, belgischer Leichtathlet († 1940)
- 14. Februar: Erich Stoschek, deutscher Leichtathlet († 1985)
- 15. Februar: Bernard Leene, niederländischer Bahnradsportler († 1988)
- 16. Februar: Theodor Schär, Schweizer Fußballtorhüter († unbekannt)
- 20. Februar: Ella Maillart, Schweizer Sportlerin († 1997)
- 20. Februar: Charles Pélissier, französischer Radrennfahrer († 1959)
- 22. Februar: Herbert Böcher, deutscher Leichtathlet († 1983)
- 21. Februar: Mario Balla, italienischer Wasserballspieler († 1964)
- 25. Februar: Guillermo Subiabre, chilenischer Fußballspieler († 1964)
- 27. Februar: Gustave Wuyts, belgischer Tauzieher († 1979)

### März
- 01. März: Jaap Boot, niederländischer Leichtathlet († 1986)
- 01. März: Bohumil Durdis, tschechoslowakischer Gewichtheber († 1983)
- 02. März: Fritz Giegold, deutscher Schachproblemkomponist und Schachspieler († 1978)
- 03. März: Luis Gibert, spanischer Wasserballspieler († 1979)
- 03. März: Warren Kealoha, US-amerikanischer Schwimmer († 1972)
- 04. März: Filippo Caracciolo, italienischer Adeliger, Politiker, Antifaschist, Funktionär und Autor († 1965)
- 06. März: Elizabeth Becker-Pinkston, US-amerikanische Wasserspringerin († 1989)
- 08. März: Heinrich Troßbach, deutscher Leichtathlet († 1947)
- 09. März: Ville Mattila, finnischer Skilangläufer († 1987)
- 11. März: Otto Faist, deutscher Leichtathlet und Fußballtrainer († 1946)
- 13. März: Kurt Leucht, deutscher Ringer († 1974)
- 15. März: Alfredo Copello, argentinischer Boxer († unbekannt)
- 20. März: Vincent Richards, US-amerikanischer Tennisspieler († 1958)
- 21. März: Julius Eisenecker, deutscher Fechter († 1981)
- 26. März: Tjapko van Bergen, niederländischer Ruderer († 1944)
- 26. März: Sven Lindqvist, schwedischer Fußballspieler und -funktionär († 1987)
- 26. März: Romeo Neri, italienischer Turner († 1961)
- 26. März: Willard Tibbetts, US-amerikanischer Leichtathlet († 1992)
- 28. März: Kurt Moeschter, deutscher Ruderer und Rudertrainer († 1959)

### April
- 01. April: Salo Landau, niederländischer Schachspieler († 1944)
- 03. April: Piero Pastore, italienischer Fußballspieler und Schauspieler († 1968)
- 05. April: Fernand Delarge, belgischer Boxer († 1960)
- 06. April: Gustaf Andersson, schwedischer Eisschnellläufer († 1986)
- 06. April: Werner Zschiesche, deutscher Ruderer († 1947)
- 08. April: Julie Vlasto, französische Tennisspielerin († 1985)
- 10. April: Hugh Adcock, britischer Fußballspieler († 1975)
- 12. April: Frank Atkinson, englischer Fußballspieler († 1977)
- 12. April: Arthur Geiss, deutscher Motorradrennfahrer († 1982)
- 14. April: Axel Eriksson, schwedischer Leichtathlet († 1960)
- 14. April: Ruth Svedberg, schwedische Leichtathletin († 2002)
- 16. April: Josef Pöttinger, deutscher Fußballspieler und -trainer († 1970)
- 17. April: Morgan Taylor, US-amerikanischer Leichtathlet († 1975)
- 18. April: Lilly Scholz, österreichische Eiskunstläuferin († 1994)
- 20. April: Franz Weselik, österreichischer Fußballspieler († 1962)
- 24. April: Mike Michalske, US-amerikanischer American-Football-Spieler († 1983)

### Mai
- 01. Mai: Juan Ibacache, chilenischer Fußballtorhüter († 1979)
- 01. Mai: Sándor Ivády, ungarischer Wasserballspieler († 1998)
- 01. Mai: Viljo Wiklund, finnischer Schwimmer († 1971)
- 02. Mai: Harold Brewster, US-amerikanischer Hockeytorhüter († 1994)
- 02. Mai: Alfred Krohn, deutscher Ruderer († unbekannt)
- 02. Mai: Benjamin Spock, US-amerikanischer Ruderer († 1998)
- 04. Mai: Mario Lusiani, italienischer Radrennfahrer († 1964)
- 05. Mai: Janus Braspennincx, niederländischer Radrennfahrer († 1977)
- 07. Mai: James Ball, kanadischer Leichtathlet († 1988)
- 07. Mai: Jean-Pierre Kuhn, luxemburgischer Radrennfahrer († 1984)
- 10. Mai: Julius Müller, deutscher Leichtathlet († 1984)
- 10. Mai: Kay Petre, kanadische Automobilrennfahrerin und Journalistin († 1994)
- 12. Mai: Luciano Zampatti, italienischer Skispringer († 1957)
- 14. Mai: Georges Dupont, französischer Leichtathlet († 1983)
- 21. Mai: Ludwig Leinberger, deutscher Fußballspieler und -trainer († 1943)
- 21. Mai: John Wikström, schwedischer Skilangläufer († 1991)
- 22. Mai: Thomas Riggs, britischer Segler († 1976)
- 23. Mai: Ernst Klodwig, deutscher Automobilrennfahrer († 1973)
- 24. Mai: Fernando Paternóster, argentinischer Fußballspieler und- trainer († 1967)
- 25. Mai: Johan Schreiner, norwegischer Historiker († 1967)
- 26. Mai: Sverre Helgesen, norwegischer Leichtathlet († 1981)
- 27. Mai: Walt Kiesling, US-amerikanischer American-Football-Spieler und -Trainer († 1962)
- 30. Mai: Willi Reinfrank, deutscher Gewichtheber († 1943)
- 30. Mai: Albert Snouck Hurgronje, niederländischer Fußballspieler († 1967)
- 31. Mai: Tiny Thompson, kanadischer Eishockeytorwart († 1981)

### Juni
- 05. Juni: Adolf Kainz, österreichischer Kanute († 1948)
- 05. Juni: John Miller, US-amerikanischer Ruderer († 1965)
- 08. Juni: Johannes Ludwig, deutscher Fußballnationalspieler († 1985)
- 09. Juni: Felice Bonetto, italienischer Automobilrennfahrer († 1953)
- 09. Juni: Jean Földeák, deutscher Ringer und Ringkampftrainer († 1993)
- 10. Juni: Albéric Loqueheux, französischer Automobilrennfahrer († 1985)
- 11. Juni: Christopher Boardman, britischer Segler († 1987)
- 11. Juni: Vicenç Piera, spanischer Fußballspieler († 1960)
- 13. Juni: Red Grange, US-amerikanischer American-Football-Spieler († 1991)
- 18. Juni: George Garbutt, kanadischer Eishockeyspieler († 1967)
- 18. Juni: Josef Maleček, tschechoslowakischer Tennis-, Feldhockey- und Eishockeyspieler († 1982)
- 19. Juni: Albert Brehme, deutscher Bobfahrer († 1971)
- 19. Juni: Lou Gehrig, US-amerikanischer Baseballspieler († 1941)
- 21. Juni: Hermann Engelhard, deutscher Leichtathlet († 1984)
- 24. Juni: Tito Ambrosini, italienischer Wasserballspieler († 1965)
- 24. Juni: Raoul Couvert, französischer Eishockeyspieler († 1983)
- 24. Juni: Ada Smith, britische Turnerin († 1994)
- 25. Juni: Robert Skelton, US-amerikanischer Schwimmer († 1977)
- 26. Juni: David Granger, US-amerikanischer Bobfahrer († 2002)

### Juli
- 01. Juli: Lawrence Roberts, südafrikanischer Leichtathlet († 1977)
- 02. Juli: Fausto Batignani, uruguayischer Fußballtorhüter († 1975)
- 02. Juli: Olav V., norwegischer Segler († 1991)
- 03. Juli: Ace Bailey, kanadischer Eishockeyspieler († 1992)
- 05. Juli: Willem Peters, niederländischer Leichtathlet († 1995)
- 07. Juli: Gustaf Jonsson, schwedischer Skilangläufer († 1990)
- 08. Juli: Grace McKenzie, britische Schwimmerin († 1988)
- 11. Juli: Wally Beavers, britischer Leichtathlet († 1965)
- 12. Juli: Norbert-Jean Mahé, französischer Automobilrennfahrer († unbekannt)
- 18. Juli: James Trifunov, kanadischer Ringer († 1993)
- 19. Juli: Willi Multhaup, deutscher Fußballtrainer († 1982)
- 22. Juli: Karl-Heinz Irmer, deutscher Hockeyspieler († 1975)
- 22. Juli: John Watters, US-amerikanischer Leichtathlet († 1962)
- 28. Juli: Colin Gregory, britischer Tennisspieler († 1959)
- 29. Juli: Andrzej Krzeptowski, polnischer Skisportler († 1945)
- 31. Juli: Emil Hirschfeld, deutscher Leichtathlet († 1968)
- 31. Juli: Giovanni Testa, italienisch-schweizerischer Skilangläufer († 1996)

### August
- 01. August: Ben Duijker, niederländischer Radrennfahrer († 1990)
- 01. August: Helena Nordheim, niederländische Turnerin († 1943)
- 02. August: José Olguín, chilenischer Fußballspieler († 1991)
- 02. August: Hermon Phillips, US-amerikanischer Leichtathlet († 1986)
- 02. August: Fritz Wurmböck, österreichischer Feldhandballspieler († 1987)
- 03. August: Charlotte Radcliffe, britische Schwimmerin († 1979)
- 05. August: Toni Eichholzer, österreichischer Boxer († unbekannt)
- 05. August: Odette Monard, französische Schwimmerin († 1989)
- 05. August: Nikolaus von Rumänien, rumänischer Adeliger und Automobilrennfahrer († 1978)
- 06. August: Charles McIlvaine, US-amerikanischer Ruderer († 1975)
- 11. August: Anton Kuys, niederländischer Radrennfahrer († 1978)
- 12. August: Charles Brommesson, schwedischer Fußballspieler († 1978)
- 16. August: August Lass, estnischer Fußballtorhüter († 1962)
- 16. August: William Whyte, australischer Leichtathlet († 1964)
- 17. August: Olav Sunde, norwegischer Speerwerfer († 1985)
- 18. August: Adhemar Canavesi, uruguayischer Fußballspieler († 1984)
- 20. August: Ludwig Vesely, österreichischer Leichtathlet († 1986)
- 23. August: János Rihetzky, ungarischer Ringer († 1976)
- 25. August: Bertil Carlsson, schwedischer Skispringer († 1953)
- 25. August: Wallace O’Connor, US-amerikanischer Schwimmer und Wasserballspieler († 1950)
- 27. August: Ferenc Keserű, ungarischer Wasserballspieler († 1968)
- 28. August: Edmund Jankowski, polnischer Ruderer († 1939)
- 28. August: Thure Sjöstedt, schwedischer Ringer († 1956)
- 29. August: Ole Stenen, norwegischer Skisportler († 1975)
- 30. August: Walter Porter, britischer Leichtathlet († 1979)

### September
- 01. September: Ray Flaherty, US-amerikanischer American-Football-Spieler und -Trainer († 1994)
- 04. September: William Murphy, irischer Boxer († 1979)
- 05. September: Béla Szepes, ungarischer Leichtathlet († 1986)
- 09. September: Julio César Nicolares, uruguayischer Boxer († 1977)
- 10. September: Kārlis Bukass, lettischer Skilangläufer und Leichtathlet († 1975)
- 10. September: Eric Svensson, schwedischer Leichtathlet († 1986)
- 14. September: Herberts Bērtulsons, lettischer Skirennläufer und Fußballspieler († 1942)
- 16. September: Yamada Kanematsu, japanischer Leichtathlet († 1977)
- 17. September: George Koltanowski, belgisch-US-amerikanischer Schachspieler († 2000)
- 18. September: Sybil Bauer, US-amerikanische Schwimmerin († 1927)
- 18. September: Georges Berthet, französischer Ruderer und Skisportler († 1979)
- 19. September: Émile Poilvé, französischer Ringer († 1962)
- 20. September: Willy Schärer, Schweizer Leichtathlet († 1982)
- 21. September: Willy Kreitz, belgischer Eishockeyspieler († 1982)
- 23. September: Bayes Norton, US-amerikanischer Leichtathlet († 1967)
- 23. September: Lala Sjöqvist, schwedische Wasserspringerin († 1964)
- 26. September: Nakazawa Yonetarō, japanischer Zehnkämpfer († 1984)
- 29. September: Otto von Porat, norwegischer Boxer († 1982)
- 30. September: Otto Ley, deutscher Motorradrennfahrer († 1977)

### Oktober
- 01. Oktober: Pierre Veyron, französischer Automobilrennfahrer († 1970)
- 02. Oktober: Lajos Maszlay, ungarischer Fechter († 1979)
- 03. Oktober: Robert Gerhardt, US-amerikanischer Ruderer († 1989)
- 04. Oktober: Frederick Hedges, kanadischer Ruderer († 1989)
- 06. Oktober: Jupp Merkens, deutscher Radrennfahrer und Schrittmacher († 1981)
- 09. Oktober: André Mourlon, französischer Sprinter († 1970)
- 12. Oktober: Richard Howell, US-amerikanischer Schwimmer († 1967)
- 14. Oktober: Charles McCallister, US-amerikanischer Wasserballspieler († 1997)
- 14. Oktober: Jean Rebeyrol, französischer Schwimmer († 1975)
- 15. Oktober: Erik Anker, norwegischer Segler († 1994)
- 18. Oktober: Lina Radke, deutsche Leichtathletin († 1983)
- 19. Oktober: Otto Furrer, Schweizer Wintersportler, Mitbegründer des Wintersportortes Zermatt († 1951)
- 19. Oktober: Tor Johnson, schwedischer Catcher und Schauspieler († 1971)
- 20. Oktober: Guglielmo Del Bimbo, italienischer Ruderer († 1973)
- 23. Oktober: Friedel Berges, deutscher Schwimmer († 1969)
- 23. Oktober: Gustl Müller, deutscher Skisportler († 1989)
- 23. Oktober: Victor Pickard, kanadischer Leichtathlet († 2001)
- 24. Oktober: Raymond Flacher, französischer Fechter († 1969)
- 25. Oktober: Piet van der Horst sr., niederländischer Radrennfahrer († 1983)
- 27. Oktober: Karl Gall, österreichischer Motorradrennfahrer († 1939)
- 29. Oktober: Philip Sandblom, schwedischer Segler († 2001)
- 31. Oktober: Chris Mackintosh, britischer Sportler († 1974)
- 31. Oktober: Baptist Reinmann, deutscher Fußballspieler († 1980)

### November
- 01. November: Joseph Lowagie, belgischer Radrennfahrer († 1985)
- 01. November: Tsuruta Yoshiyuki, japanischer Schwimmer und Schwimmtrainer († 1986)
- 02. November: Albert Hassler, französischer Eishockeyspieler und Eisschnellläufer († 1994)
- 03. November: Charles Rigoulot, französischer Gewichtheber, Autorennfahrer und Ringer († 1962)
- 05. November: Charles Pacôme, französischer Ringer († 1978)
- 05. November: Guillermo Saavedra, chilenischer Fußballspieler († 1957)
- 08. November: Luigi Allemandi, italienischer Fußballspieler († 1978)
- 10. November: Lars Theodor Jonsson, schwedischer Skilangläufer († 1998)
- 10. November: Clarence von Rosen, schwedischer Reiter († 1933)
- 11. November: Ricardo Bayer, chilenischer Leichtathlet († 1970)
- 11. November: Hermanni Pihlajamäki, finnischer Ringer († 1982)
- 14. November: Georg Gehring, deutscher Ringer († 1943)
- 16. November: Väinö Liikkanen, finnischer Skilangläufer († 1957)
- 16. November: Melchior Wezel, Schweizer Turner († 1989)
- 17. November: Lucien Michard, französischer Radrennfahrer und Olympiasieger († 1985)
- 20. November: Hugo Barth, deutscher Zehnkämpfer († 1976)
- 23. November: Juan Jover, spanischer Automobilrennfahrer († 1960)
- 23. November: Cornelia Bouman, niederländische Sportlerin († 1998)
- 23. November: Leo Larrivee, US-amerikanischer Leichtathlet († 1928)
- 25. November: DeHart Hubbard, US-amerikanischer Leichtathlet († 1976)
- 25. November: Paul Oszmella, deutscher Radrennfahrer († 1967)
- 25. November: Herbert Richardson, kanadischer Ruderer († 1982)
- 26. November: Hans-Georg Jörger, deutscher Fechter († unbekannt)
- 27. November: Carlo Baschieri, italienischer Motorradrennfahrer († unbekannt)
- 27. November: John McNally, US-amerikanischer American-Football-Spieler († 1985)
- 28. November: Willy Gervin, dänischer Bahnradsportler († 1951)

### Dezember
- 04. Dezember: Anna van der Vegt, niederländische Turnerin († 1983)
- 04. Dezember: Walter Weiler, Schweizer Fußballspieler († 1945)
- 06. Dezember: Kristian Hovde, norwegischer Skilangläufer und Nordischer Kombinierer († 1969)
- 07. Dezember: Alexander van Geen, niederländischer Moderner Fünfkämpfer († 1942)
- 07. Dezember: Brian Lewis, 2. Baron Essendon, britischer Adeliger und Automobilrennfahrer († 1978)
- 11. Dezember: Hans Bauer, deutscher Skisportler († 1992)
- 14. Dezember: Walter Rangeley, britischer Leichtathlet und Olympiasieger († 1982)
- 14. Dezember: Vitale Venzi, italienischer Skisportler († 1944)
- 15. Dezember: Tom Poor, US-amerikanischer Leichtathlet († 1965)
- 16. Dezember: Harold Whitlock, britischer Leichtathlet († 1985)
- 17. Dezember: Tommy Thistlethwayte, britischer Automobilrennfahrer († 1956)
- 20. Dezember: Domingo Tarasconi, argentinischer Fußballspieler († 1991)
- 22. Dezember: Laurence Stoddard, US-amerikanischer Ruderer († 1997)
- 23. Dezember: Armand Blanchonnet, französischer Radrennfahrer († 1968)
- 25. Dezember: William Richardson, US-amerikanischer Leichtathlet († 1969)
- 26. Dezember: Michele Orecchia, italienischer Radrennfahrer († 1981)
- 26. Dezember: Fuzzy Vandivier, US-amerikanischer Basketballspieler († 1983)
- 28. Dezember: Adam Smith, US-amerikanischer Schwimmer († 1985)
- 31. Dezember: Hans Erhard Bock, deutscher Sportmediziner († 2004)
- 31. Dezember: Alfred Wilson, US-amerikanischer Ruderer († 1989)

### Datum unbekannt
- Isakas Anolikas, litauischer Radrennfahrer († 1943)
- Luis Balcells, spanischer Schwimmer († 1927)
- Henri Bouvier, französischer Schwimmer († unbekannt)
- Hans Kantor, österreichischer Leichtathlet († unbekannt)
- Léon Lippens, belgischer Ruderer († unbekannt)
- Luis de Meyer, argentinischer Radrennfahrer († unbekannt)
- Henryk Mückenbrunn, polnischer Skisportler († 1956)
- Iosif Nemeș, rumänischer Rugbyspieler († unbekannt)
- Carlos Rocuant, chilenischer Radrennfahrer († 1966)
- Josip Šolar, jugoslawischer Radrennfahrer († 1955)
- Fritz Steuri, Schweizer Skirennfahrer und Bergführer († 1955)
- Mihai Vardală, rumänischer Rugbyspieler († unbekannt)

## Gestorben
- 14. März: Konstantinos Paspatis, griechischer Tennisspieler (* 1878)

- 24. Mai: Marcel Renault, französischer Automobilkonstrukteur und -rennfahrer (* 1872)
- 30. Mai: Harry Elkes, US-amerikanischer Radrennfahrer (* 1878)

- 13. Juni: Claude Loraine-Barrow, britischer Automobilrennfahrer (* 1870)

- 09. Juli: Miltiadis Gouskos, griechischer Leichtathlet (* 1877)

- 20. November: Gaston de Chasseloup-Laubat, französischer Automobilrennfahrer (* 1867)